# ژنو (واشینگتن)
ژنو (به انگلیسی: Geneva) یک منطقهٔ مسکونی در ایالات متحده آمریکا است که در شهرستان واتکام، واشینگتن واقع شده‌است. ژنو ۳٫۳ کیلومتر مربع مساحت و ۲٬۳۲۱ نفر جمعیت دارد و ۱۳۶ متر بالاتر از سطح دریا واقع شده‌است.